# Johann Wilhelm Grötzsch
Johann Wilhelm Grötzsch auch: Groetsch (* 24. Juli 1688 in Zeitz; † 17. Juli 1752 in Suhl) war ein deutscher evangelisch-lutherischer Theologe und Kirchenliederdichter.

## Leben
Johann Wilhelm war der Sohn des Rats von Herzog Moritz von Sachsen-Zeitz, Thomas Grötzsch (* 8. August 1650 in Zeitz; † 9. September 1711 ebd.) und dessen Frau Dorothea Katharina (get. 3. Oktober 1664 in Altenburg; † 23. Dezember 1721 in Zeitz), die Tochter des Hofpredigers und Stiftssuperintendenten in Zeitz Michael Christian Ludwig (* 29. September 1635 in Tröbnitz; † 27. Mai 1700 in Zeitz) und dessen am 6. März 1660 in Crossen geheirateten Frau Catharina Gebler († 3. Juli 1712 in Zeitz). Seine Taufe erhielt er in der Zeitzer Schlosskirche, wobei als Taufzeugen der fürstlich sächsische Leibarzt Wilhelm Zapf (* 30. Januar 1644 in Weimar; † 19. Januar 1720 in Torgau), der Superintendent Johann Schwigge (10. November 1641 in Lippstadt; † 31. Januar 1690 in Zeitz) und Magdalena Dorothea Avenarius (geb. Ludwig; * 10. Mai 1672 in Altenburg; † 6. April 1707 in Plauen) als Taufzeugen fungierten.
Seine erste Ausbildung erhielt er durch Hauslehrer, zu welchen der spätere Superintendent von Pegau Johann Andreas Walter (28. November 1670 in Langendorf; † 30. September 1742 in Schulpforta) zählte. Danach besuchte er die Schule in Zeitz und bezog am 16. Oktober 1705 die Universität Jena. Hier absolvierte er zunächst philosophische Studien. Dabei frequentierte er die Vorlesungen von Johann Philipp Treuner (* 30. Juni 1666 in Schalkau; † 21. Januar 1722 Weimar), Johann Andreas Danz, Johann Reinhard Rus und Georg Albrecht Hamberger. Zudem absolvierte er theologische Vorlesungen bei Michael Förtsch und Johann Franz Buddeus. Am 8. Mai 1709 wechselte er an die Universität Leipzig, zog 12. Mai 1710 an die Universität Altdorf und erwarb sich dort 1711 den akademischen Grad eines Magisters der Philosophie.
1712 war er nach Leipzig zurückgekehrt, von wo er durch den Herzog Moritz Wilhelm von Zeitz als Pfarrer nach Benshausen gerufen wurde. Dazu absolvierte er seine Pfarramtsprüfung in Schleusingen, hielt am 29. Januar 1713 in Benshausen seine Probepredigt, wurde am 2. Februar des Jahres in Schleusingen ordiniert und am 13. März traf er in Benshausen ein und hielt am 19. März seine Anzugspredigt in Benshausen und am 22. März seine Anzugspredigt in dem Filialort Ebertshausen, worauf am 10. April seine Einführung durch den Superintendenten in Suhl Johann Ludwig Schmidt abgeschlossen wurde. Nachdem er am 8. April 1714 in Suhl eine Probepredigt absolviert hatte, erhielt er eine Berufung als Diakon der Marienkirche in Suhl. Hierzu verabschiedete er sich am 22. April von der Gemeinde in Benshausen mit einer Predigt und begann am 20. Mai 1714 mit seiner Antrittspredigt sein neues Amt, wobei er am 27. April durch den dortigen Superintendenten Schmidt investiert wurde. 1719 erfolgte seine Berufung zum Archidiakon. 1728 übernahm er die Funktion des Pfarrers der Kreuzkirche in Suhl und 1738 stieg er zum Superintendenten auf. In dieser Funktion starb er wenige Tage vor seinem 64. Geburtstag.
Von ihm liegen mehrere zeitgenössische Kirchenlieder vor.

## Familie
Grötzsch verheiratete sich zwei Mal. Seine erste Ehe schloss er am
Verh. 26. Februar 1715 in Suhl mit Anna Dorothea († 11. September 1727 in Suhl), der ältesten Tochter des Ratsherrn und Kaufmanns Siegmund Heye. Aus der Ehe stammen vier Kinder. Von den überlebenden Kindern kennt man:
- Tochter NN verh. Mag. Hermann Wilhelm Schmidt (auch: Schmiedt, * 1706 in Suhl, † 1770 in Dresden)  Rektor Suhl, 1735 Pfarrer in Rohr, 1756 Pfarrer Friedrichstadt (Dresden), 1759 Hofprediger Dresden,
- Sohn Christian Wilhelm Grötzsch (* 1718 in Suhl; † 1779 in Suhl), Diakon Schleusingen, Superintendent Suhl
- Sohn Johann Christian Grötzsch königl. polnischer und kurf. sächsischer Oberauditeur in Polen

Seine zweite Ehe ging er am 24. Januar 1727 in Suhl mit Johanna Elisabeth Kelner, der Tochter eines Ratsherrn ein. Aus der Ehe gingen sechs Kinder hervor, wovon zwei Söhne und zwei Töchter den Vater überlebten. Von den Kindern kennt man:
- Sohn Johann Heinrich Grötzsch, stud. jur. Uni. Wittenberg, Advokat in Suhl
- Sohn Johann Ernst Gottgetreu Grötsch (* 11. Mai 1741 in Suhl; † 7. November 1790) Archidiakon Suhl
- Johanna Elisabeth Grötsch verh. 1758 mit Johann Heinrich Beutler (* Gotha; † April 1759 in Zella-Mehlis) Adjunkt des Superintendenten in Zella-Mehlis

## Werke
- Disp. de lapid, Steph. Jena 1709
- Specimen philolog. de libero Jeremiae combusto, ad Jer. XXXVI. Altdorf 1711
- Dissert. epistol. ad Val. Ern. Loescherum, de methodo conuertendi, occasione controversiae de unione religionum. 1721
- Fünf Theile Deutscher Reden, mit einer Vorrede des gedachten. Meißen 1723
- Schedisma philologicum, Templum secundum templo primo multo praestantius. 1728
- Der mit Gott andächtig redende Christ. Oder: Suhlaisches Handbuch. 1732
- Die angenehme Gesellschaft des Herrn Jesu und fgrommer Christen. 1734

- Johann Wilhelm Grötzschens Angenehme Gesellschafft frommer Christen u. d. Herrn Jesu, nach denen gewöhnl. heil. Sonn- u. Fest-Tags-Evangelien durchs gantze Jahr, Schmalkalden, 1751.
- Neu aufgelegtes und verbessertes Suhlaisches Gesang-Buch, welches nicht nur von neuem revidiret, sondern auch ausser des seeligen D. Martin Luthers und anderer geistreichen Männer Schriftmäßigen Psalmen und Liedern, so ehemals vom Herrn M. Johann Wilhelm Grötzsch herausgegeben worden, mit einem auserlesenen Anhange auf 1131 Lieder vermehret, Schleusingen 1777.